# Redl-Zipf

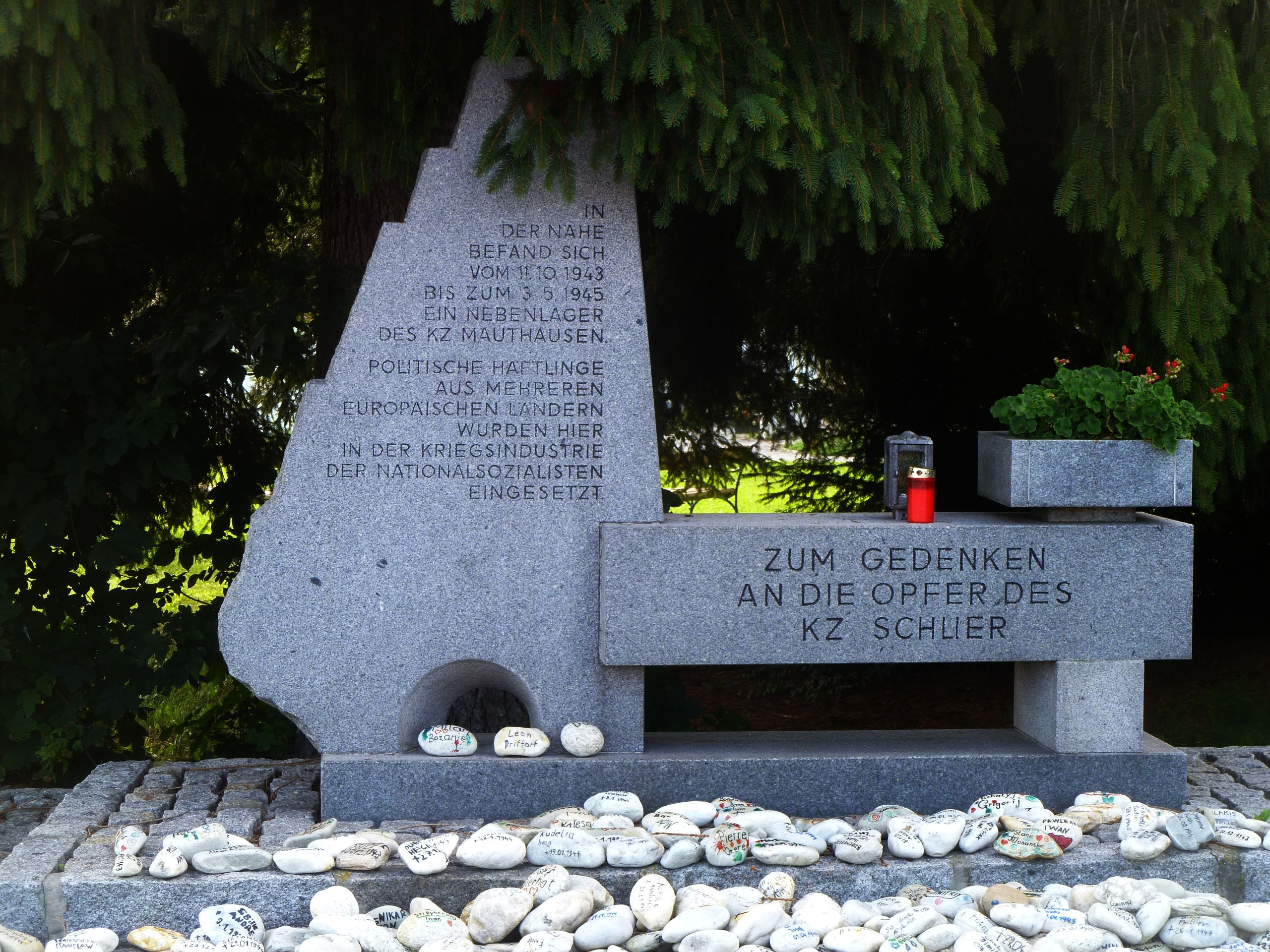
Redl-Zipf

La instalación de cohetes Redl-Zipf V-2 (nombre en clave Schlier), ubicada en el centro de Austria entre Vöcklabruck y Vöcklamarkt y establecida en septiembre de 1943, comenzó a operar para pruebas de motores de cohetes V-2 después de que el equipo de prueba de Raxwerke fuera trasladado de Friedrichshafen.
La instalación probó la compatibilidad de las cámaras de combustión de los cohetes V-2 con las bombas turborreactoras, ya que el cohete no contaba con un controlador para reducir el bombeo turborreactor de propelente hacia la cámara en caso de que la presión se volviera demasiado alta. La instalación de la Segunda Guerra Mundial utilizó como base inicial las bodegas y túneles de almacenamiento de una antigua cervecería. La construcción de la instalación estuvo bajo el mando de SS-Obergruppenführer Hans Kammler, quien era responsable de proyectos de ingeniería civil nazis y sus programas de armas de alto secreto, y empleó mano de obra forzada del subcampo Schlier-Redl-Zipf: 207 del campo de concentración de Mauthausen-Gusen. La construcción agregó un gran número de túneles y estructuras de apoyo e incluyó una planta de generación de oxígeno líquido en uno de los túneles.
Una gran explosión el 29 de febrero de 1944 mató a 14 personas, destruyó varias instalaciones y detuvo la producción de oxígeno líquido en la instalación durante casi dos meses. Un informe enviado a Albert Speer indicó que la causa de la explosión fue una fuga de oxígeno líquido y una lámpara de carburo encendida llevada por el capataz de la planta. Otra explosión grave a las 12:29 PM del 28 de agosto de 1944 mató a 27 personas y causó daños significativos en la instalación. Entre las 27 víctimas se encontraba Ilse Oberth (1924–1944), la hija más joven del pionero de cohetes Hermann Julius Oberth. Ilse Oberth trabajaba en la instalación como técnica de cohetes y había llegado cuatro meses antes, el 28 de abril de 1944. Todos los fallecidos en la explosión recibieron un funeral de Estado y están sepultados en el cementerio de Vöcklabruck-Schöndorf. 
Después de la explosión de agosto de 1944la producción de oxígeno líquido en la planta de Schlier se detuvo una vez más, lo que llevó al establecimiento de una tercera planta de oxígeno líquido para el V-2 (5000 toneladas/mes) en una cantera de pizarra en Lehesten, cerca del Mittelwerk (también se llevaron a cabo pruebas de compatibilidad de la bomba turborreactora y la cámara para la producción en Mittelwerk en la instalación de Lehesten).
Karl Heimberg, quien había trabajado en la plataforma de prueba 7 de Peenemünde, fue trasladado a "Vorwerk Süd" en Redl-Zipf y luego, durante el período de finales de 1944 a principios de abril de 1945, a Lehesten (más tarde regresó a Peenemünde con Walter Riedel III para quemar archivos de la oficina de diseño y participó en la operación posguerra "Backfire").
El equipo de trabajo forzado de la Operación Bernhard en el campo de concentración de Sachsenhausen, que estaba encargado de producir dinero británico falsificado, fue transferido al subcampo Schlier-Redl-Zipf hasta principios de mayo de 1945, cuando se ordenó al equipo de prisioneros trasladarse al campo de concentración de Ebensee.